# Stella Hackel-Sims

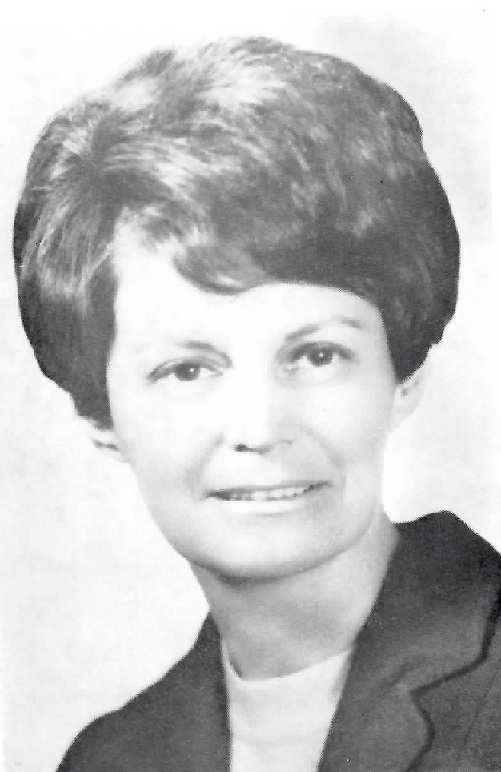
Stella Hackel

Stella Hackel Sims geboren als Stella Bloomberg, verheiratete Stella Hackel (* 27. Dezember 1926 in Burlington, Vermont) ist eine US-amerikanische Politikerin, die von 1975 bis 1977 State Treasurer von Vermont war und von 1977 bis 1981 Direktorin der United States Mint war.

## Leben
Stella Bloomberg wurde in Burlington geboren. Sie besuchte die örtlichen Schulen und studierte an der University of Vermont. Einen Abschluss in Rechtswissenschaften machte sie im Jahr 1948 an der Boston University. Anschließend arbeitete sie als Anwältin in Burlington, später in Rutland City.
1956, inzwischen verheiratet, wurde sie zum Grand Juror von Rutland gewählt. 1973 wurde sie zur Kommissarin für Arbeitssicherheit ernannt, im selben Jahr war sie Präsidentin der Rutland County Bar Association. Als Mitglied der Demokratischen Partei kandidierte sie im Jahr 1974 erfolgreich für das Amt des State Treasurers von Vermont. Dieses Amt übte sie eine Amtszeit lang aus. Sie war die erste Frau, die in dieses Amt gewählt wurde. Im November 1976 bewarb sie sich erfolglos um das Amt des Gouverneurs von Vermont. Nach dem Ende ihrer Amtszeit als State Treasurer von Vermont war sie City-Attorney von Rutland. Von US-Präsident Jimmy Carter wurde sie im Oktober 1977 für die Position der Direktorin des United States Mint nominiert. Dies wurde vom US-Senat bestätigt und sie wurde noch im selben Jahr zur Direktorin des United States Mint ernannt, einer Bundesbehörde, die vor allem für die Prägung des US-Dollars zuständig ist. Diese Position hatte sie bis 1981 inne. Innerhalb ihrer Amtszeit gab die US Mint den Susan-B.-Anthony-Dollar aus. Nach ihrem Ausscheiden aus dem Amt lebte sie in Arlington und Naples
Im Jahr 1949 heiratete sie Donald H. Hackel (1925–1985).